# 麻辣賤諜
《麻辣賤諜》（英語：Spy）是一部2015年的美國喜劇動作片，保羅·費格執導和編劇。由演員梅丽莎·麦卡西、傑森·史塔森、蘿絲·拜恩、米蘭達·哈特、鮑比·坎納瓦爾、艾莉森·珍妮與裘德·洛主演。電影為切寧娛樂和費格娛樂製作，二十世紀福斯定於2015年6月5日美國上映。電影上映後獲得了正面的評價，全球票房總計2.35億美元。

## 劇情
一名美國中央情報局（CIA）內勤數據分析師蘇珊·庫柏（梅丽莎·麦卡西飾），長期協助著外勤探員布萊德利·范恩（裘德·洛飾）。胖胖的蘇珊，是個傑出的數據分析專家，也是范恩的左右手，長期合作之下，對俊俏的范恩有著若有似無的情愫。但范恩與美女軍火商蕾娜（蘿絲·拜恩飾）交鋒時卻出師不利，讓CIA喪失了一員猛將，惡毒的維娜居然還列出CIA的精銳特工名單，向中情局挑釁，暴躁的瑞克·福特（傑森·史塔森飾）也在名單之中，眼見局裏無將可用，蘇珊化妝為「大嬸特工」，自告奮勇潛入歐洲，來阻止擁有核彈的蕾娜，因緣際會之下，蘇珊扮演了蕾娜的保鑣，就在臥底即將被發現之際，蘇珊的好同事南西（米蘭達·哈特飾），也來到歐洲助她一臂之力，面對覬覦大規模毀滅性武器的危險分子，蘇珊該怎麼在搞笑中智破悍匪，挽救世界和平呢？

## 演員
| 演員              | 角色                         |
| ----------------- | ---------------------------- |
| 梅丽莎·麦卡西     | 蘇珊·庫柏 Susan Cooper       |
| 傑森·史塔森       | 瑞克·福特 Rick Ford          |
| 蘿絲·拜恩         | 蕾娜·波楊諾 Rayna Boyanov    |
| 米蘭達·哈特       | 南西 Nancy                   |
| 鮑比·坎納瓦爾     | 塞吉歐·迪路卡 Sergio De Luca |
| 艾莉森·珍妮       | 伊蓮·夸克 Elaine Crocker     |
| 裘德·洛           | 布萊德利·范恩 Bradley Fine   |
| 五十分            | 本人                         |
| 莫蓮娜·芭卡琳     | 凱倫·沃克 Karen Walker       |
| 彼得·塞拉菲諾威茨 | 艾多 Aldo                    |

## 發行
由二十世紀福斯定於2015年5月22日在美國發行。後來在2015年3月，日期被移至2015年6月5日，這原先為《捉鬼事務所》和《紙上城市》的上映日。在澳大利亞，電影提前於2015年5月21日釋出。

### 評價
電影獲得了正面的評價，許多影評人稱讚麥卡錫的主演表現和史塔森令人驚喜的喜劇角色。爛番茄根據227位專業影評人持有94%的新鮮度，平均得分7.2／10。Metacritic得分75（滿分100），IMDB得分7.1(滿分10)，正面評價居多。
2023年8月，本片在爛番茄整理「2010年代最佳50部喜劇」的排行榜，位居第18名。

### 票房
北美方面，首周票房收入3000萬美元。
海外地區，首周票房1270萬美元居第四名（排於《瘋狂麥斯：憤怒道》、《明日世界》和《歌喉讚2》之後）。全球最終票房總計2.348億美元。
台灣方面，首週三天票房為新台幣4200萬元；次週票房累計至新台幣9850萬元；第三週票房累計至新台幣1.34億元；第四週票房累計至新台幣1.49億元；最終全台票房為新台幣1.63億元。
| 上一届： 《歌喉讚2》               | 2015年台北週末票房冠軍 第21周 | 下一届： 《加州大地震》 |
| 上一届： 《復仇者聯盟2：奧創紀元》 | 2015年香港一週票房冠軍 第22周 | 下一届： 《加州大地震》 |
| 上一届： 《加州大地震》            | 2015年美國週末票房冠軍 第23周 | 下一届： 《侏羅紀世界》 |

## 榮譽
| 獎項         | 類別                       | 獲獎者        | 結果 |
| ------------ | -------------------------- | ------------- | ---- |
| 青少年票選獎 | 夏季票選電影               |               | 提名 |
| 青少年票選獎 | 夏季票選電影女演員         | 瑪莉莎·麥卡錫 | 提名 |
| 青少年票選獎 | 最佳電影怒火戲             | 瑪莉莎·麥卡錫 | 提名 |
| 青少年票選獎 | 最佳電影反派               | 蘿絲·拜恩     | 提名 |
| 全美民選獎   | 最喜愛喜劇電影             |               | 提名 |
| 全美民選獎   | 最喜愛電影女演員           | 瑪莉莎·麥卡錫 | 獲獎 |
| 金球獎       | 最佳音樂及喜劇電影         |               | 提名 |
| 金球獎       | 最佳音樂及喜劇類電影女主角 | 瑪莉莎·麥卡錫 | 提名 |

## 續集
2015年5月30日，費格受《衛報》採訪時，透露自己已開始編寫續集的劇本。2016年6月，據報導，麥卡錫和史塔森有望回歸演出。

## 外部連結
- SPY（英文）
- 互联网电影数据库（IMDb）上《麻辣賤諜》的资料（英文）
- 爛番茄上《麻辣賤諜》的資料（英文）
- Metacritic上《麻辣賤諜》的資料（英文）
- Box Office Mojo上《麻辣賤諜》的資料（英文）
- AllMovie上《麻辣賤諜》的资料（英文）
- 開眼電影網上《麻辣賤諜》的資料（繁體中文）
- 时光网上《麻辣賤諜》的資料（简体中文）
- 豆瓣电影上《麻辣賤諜》的資料 （简体中文）